# 집적 회로 배치

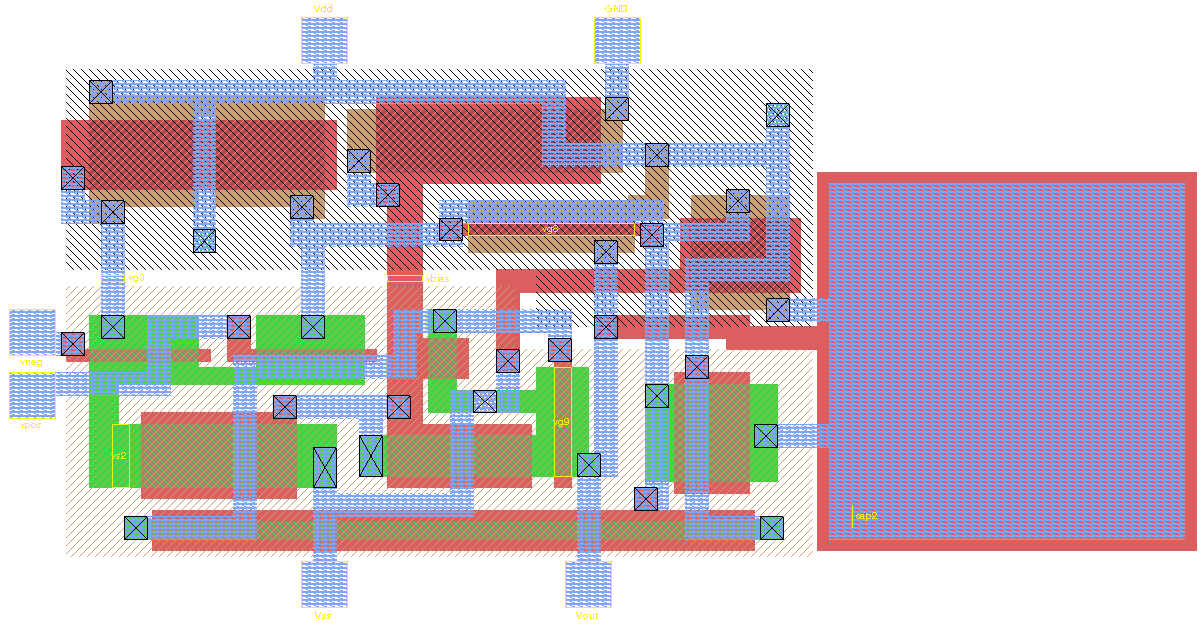
단순 CMOS 증폭기의 레이아웃 뷰

집적 회로 배치, IC 레이아웃(IC Layout, Integrated circuit layout)이란 반도체 집적회로 (IC) 설계과정 중 한 단계로, 설계한 회로를 웨이퍼 상에 구현하기 위해 사용되는 Mask pattern을 그리는 과정을 일컫는다. 방법에 따라 풀 커스텀 레이아웃 및 Auto P&R 로 나뉜다. 나노미터 단위에서 발생하는 물리적 현상에 대하여 고려해야 하므로, PCB 레이아웃에 비하여 훨씬 높은 기술수준을 요구한다.

## 풀 커스텀 레이아웃 (Full custom layout)
설계 회로에 사용된 트랜지스터, 저항, Capacitor, 등의 소자를 공정에서 제공하는 규칙 (Design Rule) 에 맞추어 100%수동으로 그리고 배선을 연결하는 방법으로, 높은 정밀도가 요구되는 아날로그 집적회로를 구현할 때 일반적으로 사용되는 방법이다.

### 사용되는 프로그램
- Cadence Virtuoso Layout Suite
- Synopsys Laker
- Mentor Graphics Pxyis Layout

## Auto P&R
설계된 회로 정보를 바탕으로 공정에서 제공되는 논리소자 셀을 자동으로 원하는 위치에 배치(Place) 하고 배선 (Routing) 하는 방법으로, 풀 커스텀 레이아웃에 비하여 개발기간이 빠르고,  매우 큰 회로를 처리할 수가 있다. 디지털 집적회로를 구현할 때 일반적으로 사용되는 방법이며 풀 커스텀 레이아웃과 혼합하여 사용되는 경우도 많다.

### 사용되는 프로그램
- Synopsys IC-Compiler
- Synopsys Talus (구 Magma)
- Synopsys Astro
- Cadence Innovus
- Mentor Graphics Olympus-SoC

## 같이 보기
- 인쇄 회로 기판
- 집적 회로 설계
- 평면 배치 기법